# 莫桂新
莫桂新（1917年—1958年8月15日）原籍广东省南沙縣沙头大佬村，生于天津，中华人民共和国音乐家。

## 生平
莫桂新的父亲和四个兄弟随长辈自广东到天津做生意。莫家在天津开办了大型游乐场“大罗天”，以及天津第一家百货公司、西来饭店、民丰面粉公司。1917年，莫桂新生在天津蓬莱街28号，这是由莫桂新的父亲及他的兄弟设计建造的西洋古典式建筑“莫志德堂”。莫桂新从小喜欢画画、排球、唱歌。自南开中学毕业后，1936年考入杭州国立艺术专科学校图案系学油画，在校期间他是排球队主力。因嗓音出色而被一位俄国籍声乐教授动员学习声乐。与莫桂新同年进入杭州国立艺术专科学校的张权在声乐系学习，在该校二人相识。1937年抗日战争爆发，1937年11月该校内迁，二人随之辗转经贵州省、湖南省、云南省到陪都重庆。到重庆后，两人转入青木关国立音乐院学习声乐。1942年元旦，莫桂新和张权自青木关国立音乐院毕业后结婚。1943年和1945年，女儿莫纪纲、莫纪岚先后出生。1945年抗日战争胜利后，莫桂新全家北上定居天津明华里。莫桂新在耀华中学任音乐教师，与一些音乐人组织了“黄钟合唱团”，常一起唱《黄河大合唱》等歌曲，其中罗忻祖、王秉锐、华正文、莫桂新等人后来都成为音乐家。1947年6月，张权到美国学习声乐。
中华人民共和国成立后，1950年4月，莫桂新进入华北军政大学学习。1951年9月20日，受周恩来之邀，已在美国依斯特曼音乐学院研究院获硕士学位的张权启程回国，经广州、上海、天津抵达北京。全家定居在北京市东城区无量大人胡同15号四合院。1953年，小女儿莫燕出生。莫桂新、张权先后被分配到北京人民艺术剧院，后来又一起调入中央实验歌剧院。
1955年肃清暗藏的反革命分子运动中，莫桂新被处理。据《死亡右派分子情况调查表》记载：莫桂新“1941年重庆音乐院入国民党，与美蒋特分子发生联系，加入天主教。日降后在天津成为国民党文化界要人，国民党音乐节主席，宣传歌咏团团长。主持电台进行反革命宣传，唱反革命歌曲，诬蔑共产党八路军……解放后隐瞒历史参加工作。”莫桂新被用这些虚构的情节罗织罪名，定为历史反革命。《死亡右派分子情况调查表》记载：1957年“整风开始，（莫桂新）亲自找艺术领导，质问肃反对他（的）处理问题，‘肃反依法进行搜查，根据是什么。’要求重查他的问题，进行翻案。”
1957年6月8日，《人民日报》发表社论《这是为什么？》，拉开了反右运动的序幕。莫桂新因为所谓“解放后隐瞒历史”，以及1957年鸣放期间攻击肃反、妄图翻案，被定为“历史反革命兼右派”，并被划为6类右派分子里最严重的一类：保留公职、劳动教养，送往兴凯湖农场劳动教养。妻子张权因为写了《关于我》一文，被中央实验歌剧院领导视为向党进攻，定为右派，工资降三级，暂留中央实验歌剧院为演员拆洗演出服。
1958年8月15日，莫桂新因食物中毒在兴凯湖农场逝世，年仅41岁。1961年3月，张权被逐出北京，独自携小女儿莫燕和莫桂新的四伯母下放到黑龙江省哈尔滨歌舞团。
2002年3月9日，姚小平在北京潘家园旧货市场发现一本1963年7月造册的《死亡右派分子情况调查表》，收录有北京94名死在黑龙江省兴凯湖农场和北京郊区清河农场、北苑农场的劳教右派分子。其中有莫桂新。曾经历右派劳教的文艺评论家杜高认为，此表是从北京市公安局五处流出。

## 家庭
- 妻：张权（1919年-1993年）生于江苏宜兴，女高音歌唱家。
- 女：莫纪纲
- 女：莫纪岚
- 女：莫燕